# 北冥神功
北冥神功為金庸武俠小說中道家武功，出自《天龍八部》一書，旨在吸取他人之內力收為己用，與化功大法的用意——化去別人內力頗不相同。全書中會運使人物包括逍遙子（21世紀新修版裏增添）、無崖子、李秋水、段譽、虛竹。到了《笑傲江湖》中，北冥神功從大理段氏殘存了部分流傳並與星宿派的化功大法融合成為吸星大法。

## 概述
北冥神功為逍遙派絕學之一，是一門修積內力的武功，原屬無崖子，後段譽于瑯嬛福地得到修行帛卷。其後在萬劫谷石室中，段譽身中情毒，不幸將修行捲軸撕毀。
武功原理為「引世人之內力為我有」，意即吸取別人的內力而收為己用。全書共分三十六幅圖像，其中「手太陰肺經」為入門第一課，其中修練方式又與世俗武功反其道而行，順序為：
- 少商→魚際→大淵→經渠→列缺→孔最→尺澤→俠白→天府→中府→雲門

北冥神功修煉吸納來的內力，不同於經吸星大法吸納的各種內力，仍帶有原本內力的性質，而是將吸取而來內力轉化成一種統一性質的內力，稱北冥真氣。
《天龍八部》一書中，段譽僅修煉過「手太陰肺經」和「任脈」兩幅圖，只能以拇指少商穴主動吸取他人內力，但對手勁力若是打中“手太陰肺經”和“任脈”上的穴道，內力便會積蓄到膻中氣海。北冥神功原書為段譽毀后，所存留部分為大理段氏傳落，後與星宿派所流傳“化功大法”合二為一，變作《笑傲江湖》中的“吸星大法”，但主要還是繼承“化功大法”一路，多有弊病。
虛竹曾受無崖子傳得七十餘年北冥神功，並且曾由天山童姥指點運勁法門，由於無崖子並未傳授修煉法門，故虛竹僅身具北冥真氣而不能主動吸納他人內力，但因為他身負“北冥神功”每一處穴道都可以通過被動方式吸取，因此烏老大扣住他脈門反被吸去內力。

## 比較
北冥神功、化功大法、吸星大法三者皆與逍遙派大有淵源，在一定程度上有相似之處。
三者之中，化功大法有別於另兩者，在三聯版中，“化功大法”是以劇毒化人內功，重在於“化”，別異於其他兩者的“吸”。但鄧百川中化功大法后，受得虛竹醫治，恢復了內力，與前文所述頗有矛盾，是以關於“化功大法”效果以21世紀新修版本為準，取薛神醫之話：[常人以讹传讹，说道丁老怪能化人功力。其实以在下之见，功力既然练成，便化不去了，丁老怪是以剧毒侵入经脉，使人内力一时施展不出，身受者便以为内力给他化去了。便如一人中毒之后，毒质侵入头脑，令人手足麻痹，倒不是化去了手足之力。實際是以劇毒侵入經脈，造成內力盡失假象，只須解去毒性，則能重獲內力，這也解釋了鄧百川在中了丁春秋化功大法后，又重新恢復功力的事實。

另兩者則重在於“吸”，以吸取人內力，收為己用。

吸星大法會有所謂內力反噬現象，亦即吸納的諸般異種真氣，無法融合而在體內互相沖激，而且每吸一次發作的間隔越近、痛楚越增。吸星大法雖源於另兩者，但其缺點較多來自於化功大法，故推斷化功大法應也有相當程度的缺點（化功大法缺點：[他所练的那门“化功大法”，经常要将毒蛇毒虫的毒质涂在手掌之上，吸入体内，若是七日不涂，不但功力减退，而且体内蕴积了数十年的毒质不得新毒克制，不免渐渐发作，为祸之烈，实是难以形容。]）
北冥神功的缺點在於，當遇上內力更強的對手時，若強行吸納會有經脈崩裂之虞，是為「然敵之內力若勝於我，則海水倒灌而入江河，凶險莫甚，慎之，慎之。」